# Musschia
Genre
Classification phylogénétique
Musschia est un genre de plantes vivaces de la famille des Campanulaceae.

## Liste d'espèces
Le genre Musschia compte trois espèces endémiques à Madère et aux Îles Desertas.
- Musschia aurea (L.f.) Dumort. - Madère
- Musschia isambertoi M.Seq., R.Jardim, Magda Silva & L.Carvalho - Îles Desertas
- Musschia wollastonii Lowe - Madère

## Galerie de photographies

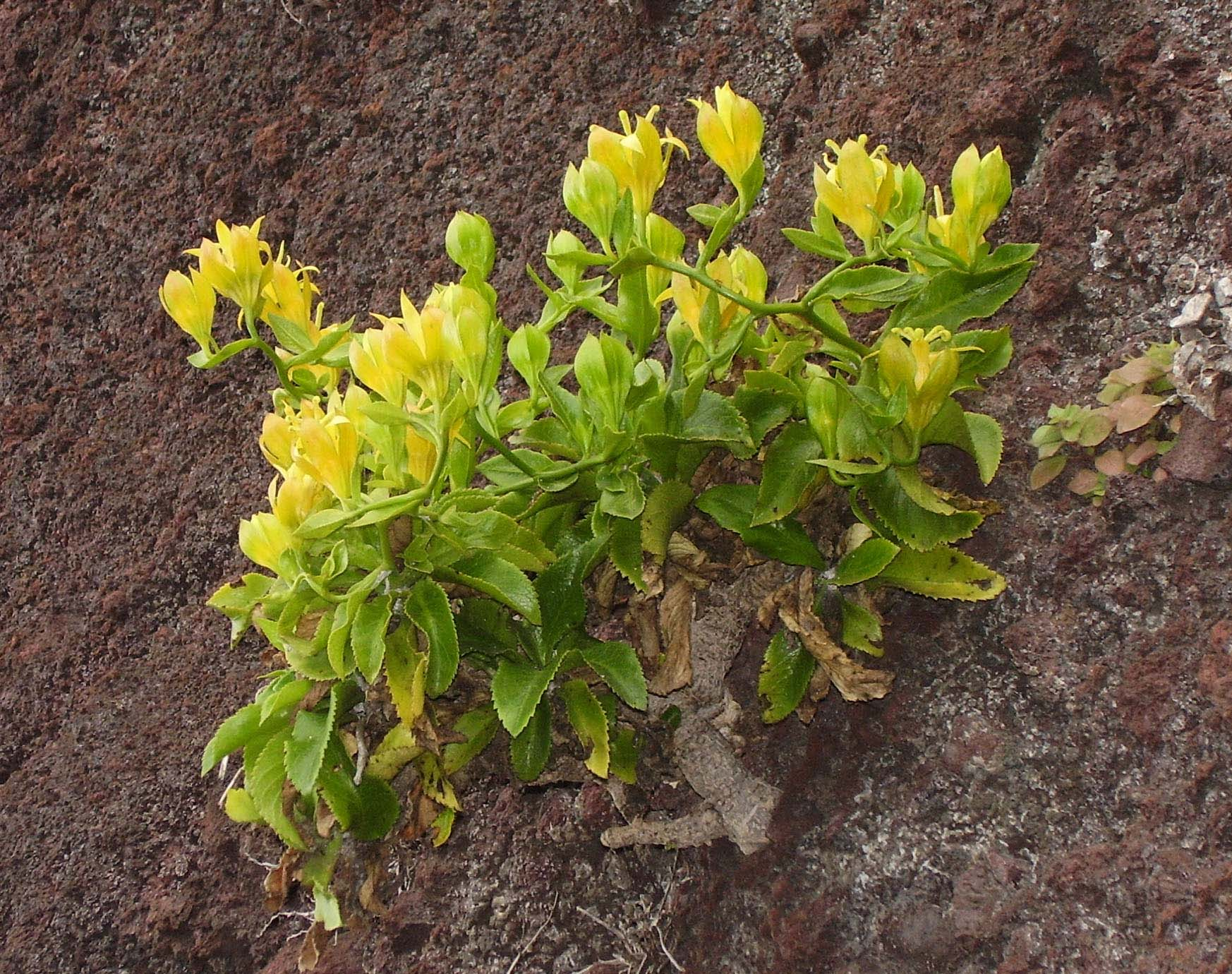
Musschia aurea.
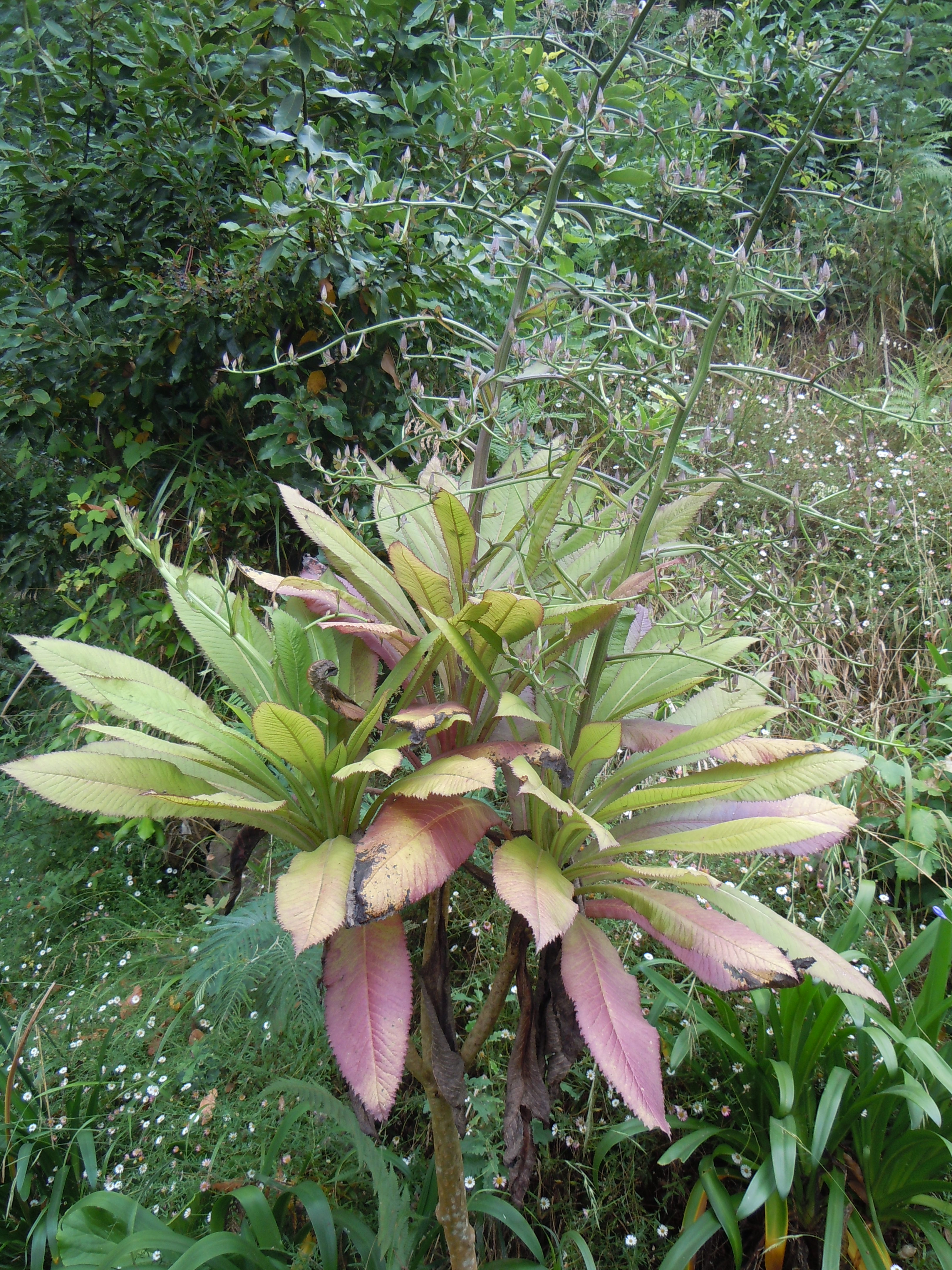
Musschia wollastonii.